# Kyra Downton
Kyra Downton (13 de noviembre de 1913-6 de febrero de 1999) fue una jinete estadounidense que compitió en la modalidad de doma. Ganó dos medallas en los Juegos Panamericanos de 1967, oro en la prueba individual y plata por equipos.

## Palmarés internacional
| Juegos Panamericanos | Juegos Panamericanos | Juegos Panamericanos | Juegos Panamericanos |
| Año                  | Lugar                | Medalla              | Categoría            |
| -------------------- | -------------------- | -------------------- | -------------------- |
| 1967                 | Winnipeg (Canadá)    | Medalla de oro       | Individual           |
| 1967                 | Winnipeg (Canadá)    | Medalla de plata     | Por equipos          |